# Burg Andelfingen
Die Burg Andelfingen ist eine abgegangene Burg neben der Kirche des Ortsteils Andelfingen der Gemeinde Langenenslingen im Landkreis Biberach in Baden-Württemberg.
Von der von den Herren von Andelfingen erbauten und 1348 erwähnten Burg ist nichts erhalten. Die Herren von Andelfingen waren Vasallen der Grafen von Veringen und später Grüningen-Landau.